# Vlag van Libië
De huidige vlag van Libië werd in gebruik genomen na de revolutie van 2011 en is dezelfde vlag die tussen 1951 en 1969 ook al in gebruik was.

## Geschiedenis
Tot 1911 was het gebied dat nu Libië heet, een provincie van het Ottomaanse Rijk met de naam Tripolitanië. Deze provincie had een eigen vlag.

? Vlag van Tripolitanië (1864-1911)
? Vlag van Republiek Tripolitanië (1918-1922)
? Vlag van Emiraat Cyrenaica (1949-1951)
Vlag van Fezzan

Na de Italiaans-Turkse Oorlog ging het gebied over naar Italië als Italiaans-Libië. Tijdens de Tweede Wereldoorlog kwamen de provincies Tripolitanië en Cyrenaica in het noorden en oosten onder Brits militair bestuur, terwijl in het westen Fezzan onder Frans militair bestuur viel. Dit ging door als een mandaat van de Verenigde Naties tot 1950. In 1951 ontstond uit de drie provincies het Koninkrijk Libië.

### Koninkrijk
De eerste nationale vlag van het moderne Libië werd in 1951 ingevoerd, toen het Koninkrijk Libië ontstond. Deze vlag was een rood-zwart-groene horizontale driekleur, waarbij de zwarte baan tweemaal zo hoog was als de andere twee afzonderlijk. In het midden van de zwarte baan stonden een witte halve maan en een ster, de vlag van het emiraat Cyrenaica (1949-1951); de bovenste rode baan stond symbool voor Fezzan, de onderste groene baan voor Tripolitanië.

### Pan-Arabische driekleur
Na een staatsgreep van de Vrije Officieren onder leiding van Moammar al-Qadhafi in 1969 werd de vlag vervangen door een driekleur in de pan-Arabische kleuren rood, wit en zwart. In 1971 besloten Libië en Egypte een federatie te gaan vormen. Op 1 januari 1972 werd een gemeenschappelijke vlag aangenomen. Nadat de pogingen om tot een Federatie van Arabische Republieken te komen in 1977 mislukte, werd een groene vlag ingevoerd.

### Groene vlag
De vlag die tussen 19 november 1977 tot 3 augustus 2011 in gebruik was, was volledig groen. Dit was de enige nationale vlag in de wereld die slechts één basiskleur had en geen embleem of insigne bevatte. Groen is de traditionele kleur van de islam, de staatsgodsdienst. Het stond ook symbool voor de Groene Revolutie van Moammar al-Qadhafi.
In het boek Animal Farm van George Orwell werd op de boerderij een groene vlag gebruikt. Deze heeft geen relatie met de voormalige Libische vlag.

### Opstand 2011
Bij de opstand van 2011 gebruikten de opstandelingen (Nationale Overgangsraad) weer de oude vlag van het Koninkrijk Libië om zich te onderscheiden van Qadhafi. Na de revolutie werd de vlag van het koninkrijk opnieuw ingevoerd, hoewel er nog geen grondwet is die dit officieel bevestigt.
| Vexillologisch symbool voor een buiten gebruik gestelde vlag | Vexillologisch symbool voor een buiten gebruik gestelde vlag | Vexillologisch symbool voor een buiten gebruik gestelde vlag | Vexillologisch symbool voor een buiten gebruik gestelde vlag |